# HD 118266
HD 118266，又名BD+10 2565，SAO 100630、HR 5114，是一颗恒星，视星等为6.49，位于銀經336.59，銀緯70.14，其B1900.0坐标为赤經13h 30m 35.2s，赤緯+10° 70.14′ 5″。